# Eumeces blythianus
Eumeces blythianus är en ödleart som beskrevs av  Anderson 1871. Eumeces blythianus ingår i släktet Eumeces och familjen skinkar. Inga underarter finns listade i Catalogue of Life.